# Olympische Winterspiele 1972/Ski Alpin
Bei den XI. Olympischen Spielen 1972 in Sapporo wurden sechs Wettbewerbe im Alpinen Skisport ausgetragen. Die Pisten befanden sich an den Hängen der Berge Eniwa und Teine. Die drei Erstplatzierten in der Abfahrt, im Riesenslalom und im Slalom erhielten nebst den Olympiamedaillen auch Weltmeisterschaftsmedaillen, da diese Wettbewerbe gleichzeitig als 22. Alpine Skiweltmeisterschaften gewertet wurden. In der Alpinen Kombination wurden nur WM-Medaillen verliehen.
Das französische Herren-Team blieb überraschend ohne Medaille. Beim österreichischen Team wollte man nach dem Ausschluss von Karl Schranz eine Nachnominierung von Harald Rofner erwirken (dieser flog dann auch nach Sapporo), doch lehnte das IOC dies ab, weil eine Nachnominierung im Reglement nicht vorgesehen war.

## Olympische Bilanz

### Medaillenspiegel
| Platz | Land               | Gold | Silber | Bronze | Gesamt |
| ----- | ------------------ | ---- | ------ | ------ | ------ |
| 1     | Schweiz            | 3    | 2      | 1      | 6      |
| 2     | Italien            | 1    | 1      | 1      | 3      |
| 3     | Vereinigte Staaten | 1    | –      | 1      | 2      |
| 4     | Spanien            | 1    | –      | –      | 1      |
| 5     | Österreich         | –    | 2      | 2      | 4      |
| 6     | Frankreich         | –    | 1      | 1      | 2      |

### Medaillengewinner
| Konkurrenz   | Gold                      | Silber           | Bronze           |
| ------------ | ------------------------- | ---------------- | ---------------- |
| Abfahrt      | Bernhard Russi            | Roland Collombin | Heinrich Messner |
| Riesenslalom | Gustav Thöni              | Edmund Bruggmann | Werner Mattle    |
| Slalom       | Francisco Fernández Ochoa | Gustav Thöni     | Roland Thöni     |

| Konkurrenz   | Gold                | Silber                | Bronze           |
| ------------ | ------------------- | --------------------- | ---------------- |
| Abfahrt      | Marie-Theres Nadig  | Annemarie Moser-Pröll | Susan Corrock    |
| Riesenslalom | Marie-Theres Nadig  | Annemarie Moser-Pröll | Wiltrud Drexel   |
| Slalom       | Barbara Ann Cochran | Danièle Debernard     | Florence Steurer |

## Ergebnisse Männer

### Abfahrt
| Platz | Land | Sportler           | Zeit (min) |
| ----- | ---- | ------------------ | ---------- |
| 1     | SUI  | Bernhard Russi     | 1:51,43    |
| 2     | SUI  | Roland Collombin   | 1:52,07    |
| 3     | AUT  | Heinrich Messner   | 1:52,40    |
| 4     | SUI  | Andreas Sprecher   | 1:53,11    |
| 5     | NOR  | Erik Håker         | 1:53,16    |
| 6     | SUI  | Walter Tresch      | 1:53,19    |
| 7     | AUT  | Karl Cordin        | 1:53,32    |
| 8     | USA  | Bob Cochran        | 1:53,39    |
| 9     | AUT  | Josef Loidl        | 1:53,71    |
| 10    | ITA  | Marcello Varallo   | 1:53,85    |
|       |      |                    |            |
| 18    | FRG  | Hansjörg Schlager  | 1:55,05    |
| 24    | FRG  | Franz Vogler       | 1:55,50    |
| 27    | FRG  | Alfred Hagn        | 1:56,04    |
| 29    | FRG  | Willi Lesch        | 1:56,67    |
| 30    | LIE  | Willi Frommelt     | 1:57,58    |
| 31    | AUT  | Reinhard Tritscher | 1:58,05    |

Datum: 7. Februar, 13:30 Uhr

Ort: Eniwa

Start: 1126 m, Ziel: 354 m

Höhendifferenz: 772 m, Streckenlänge: 2640 m
55 Teilnehmer, alle in der Wertung.

### Riesenslalom
| Platz | Land | Sportler               | Zeit (min) |
| ----- | ---- | ---------------------- | ---------- |
| 1     | ITA  | Gustav Thöni           | 3:09,62    |
| 2     | SUI  | Edmund Bruggmann       | 3:10,75    |
| 3     | SUI  | Werner Mattle          | 3:10,99    |
| 4     | FRG  | Alfred Hagn            | 3:11,16    |
| 5     | FRA  | Jean-Noël Augert       | 3:11,84    |
| 6     | FRG  | Max Rieger             | 3:11,94    |
| 7     | AUT  | David Zwilling         | 3:12,32    |
| 8     | AUT  | Reinhard Tritscher     | 3:12,39    |
| 9     | POL  | Andrzej Bachleda-Curuś | 3:12,42    |
| 9     | FRA  | Alain Penz             | 3:12,42    |
|       |      |                        |            |
| 12    | AUT  | Josef Loidl            | 3:14,65    |
| 14    | SUI  | Walter Tresch          | 3:14,75    |
| 18    | AUT  | Werner Bleiner         | 3:15,96    |
| 22    | LIE  | Willi Frommelt         | 3:18,65    |

1. Lauf: 9. Februar, 13:30 Uhr

Ort: Teine

Start: 952 m, Ziel: 550 m

Höhendifferenz: 402 m, Streckenlänge: 1034 m

Tore: 63
2. Lauf: 10. Februar, 13:30 Uhr

Ort: Teine

Start: 952 m, Ziel: 550 m

Höhendifferenz: 402 m, Streckenlänge: 1130 m

Tore: 66
Nach dem ersten Durchgang führte Erik Håker aus Norwegen, der im zweiten Lauf ausschied. 73 Teilnehmer, davon 48 in der Wertung. Ausgeschieden u. a.: Francisco Fernández Ochoa (ESP), Erik Håker (NOR), Sepp Heckelmiller (FRG), Christian Neureuther (FRG), Adolf Rösti (SUI).
Håker war im zweiten Lauf mit Nr. 1 vor Bruggmann ins Rennen gegangen, doch hätte er laut Presseberichten gegen den im zweiten Lauf souverän fahrenden Thöni (Nr. 6) wohl keine Chance gehabt. Dieser zweite Lauf, vom Schweizer Trainer Berlinger ausgeflaggt, war deutlich schwieriger, zwang die Läufer zum ständigen Rhythmuswechsel. Der Kurs kam den SSV-Läufern entgegen, weil er auch zwei „Schussfahrten“ enthielt, und da besaßen Bruggmann und Mattle die schnellsten Skier. Sie katapultierten sich noch von den Rängen 10 und 11 in die Medaillenränge; Thöni war hinter Håker und Hagn (+ 0,08 s) Dritter gewesen (0,49 s Rückstand auf den Norweger); aussichtsreich platziert lagen Zwilling (+ 0,64), Tritscher (+ 0,81) und Neureuther (+ 1,54 s) auf den Rängen 4 bis 6.

### Slalom
| Platz | Land | Sportler                  | Zeit (min) |
| ----- | ---- | ------------------------- | ---------- |
| 1     | ESP  | Francisco Fernández Ochoa | 1:49,27    |
| 2     | ITA  | Gustav Thöni              | 1:50,28    |
| 3     | ITA  | Roland Thöni              | 1:50,30    |
| 4     | FRA  | Henri Duvillard           | 1:50,45    |
| 5     | FRA  | Jean-Noël Augert          | 1:50,51    |
| 6     | ITA  | Eberhard Schmalzl         | 1:50,83    |
| 7     | AUT  | David Zwilling            | 1:51,97    |
| 8     | SUI  | Edmund Bruggmann          | 1:52,03    |
| 9     | USA  | Tyler Palmer              | 1:52,05    |
| 10    | POL  | Andrzej Bachleda-Curuś    | 1:52,26    |
| 11    | FRG  | Christian Neureuther      | 1:52,90    |
|       |      |                           |            |
| 13    | SUI  | Walter Tresch             | 1:53,51    |
| 14    | AUT  | Alfred Matt               | 1:53,68    |
| 15    | SUI  | Adolf Rösti               | 1:54,16    |

Datum: 13. Februar, 13:30 Uhr

Ort: Teine

Start: 795 m, Ziel: 567 m

Höhendifferenz: 228 m, Streckenlänge: 530 m

Tore: 71 (1. Lauf), 75 (2. Lauf)
72 Teilnehmer, davon 37 in der Wertung. Ausgeschieden u. a.: Willi Frommelt (LIE), Erik Håker (NOR), Alfred Hagn (FRG), Josef Loidl (AUT), Alain Penz (FRA), Max Rieger (FRG), Hansjörg Schlager (FRG), Andreas Sprecher (SUI), Reinhard Tritscher (AUT).
Wie aus der Einleitung hervorgeht, war Harald Rofner für das österreichische Team nicht startberechtigt, trotzdem konnten aufgrund des Modus, wonach dem eigentlichen Slalom einen Tag zuvor ein Klassifikationsslalom in fünf Gruppen vorausging, vier Fahrer starten. Zur Klassifikation benötigten die ersten 15 der Weltrangliste, unter denen sich von Seiten des ÖSV nur David Zwilling befand, nicht anzutreten, es jedoch wie u. a. Zwilling und Jean-Noël Augert und auch Gustav Thöni und Tyler Palmer als Vorläufer taten (wobei sich Augert nach einer Kollision mit einer Torstange eine Muskelverletzung zuzog). Die Gesamtbestzeit der Klassifikation ging an Masami Ishimura (JPN). Das Prozedere für den Olympiaslalom war derart gestaltet, dass nach den besten 15 der Weltrangliste mit den Startnummern 16 bis 20 die Gruppensieger ins Rennen gingen, danach kamen weitere 15 laut FIS-Rangliste, die Zweitplatzierten der einzelnen „Quali-Gruppen“, nach wiederum 15 der FIS die Drittplatzierten etc.
Ochoa legte den Grundstein zur Goldmedaille im ersten Lauf, den er in 55,36 s vor den beiden Franzosen Augert (+ 0,41) und Duvillard (+ 0,56 s) gewann; Roland Thöni lag auf dem 5. (+ 0,78) und Gustav Thöni auf dem 8. Platz (+ 1,33 s). Zwar fuhr Letzterer im zweiten Durchgang Bestzeit (53,59), doch blieb Ochoa nur 0,32 s zurück.

## Ergebnisse Frauen

### Abfahrt
| Platz | Land | Sportlerin            | Zeit (min) |
| ----- | ---- | --------------------- | ---------- |
| 1     | SUI  | Marie-Theres Nadig    | 1:36,68    |
| 2     | AUT  | Annemarie Moser-Pröll | 1:37,00    |
| 3     | USA  | Susan Corrock         | 1:37,68    |
| 4     | FRA  | Isabelle Mir          | 1:38,62    |
| 5     | FRG  | Rosi Speiser          | 1:39,10    |
| 6     | FRG  | Rosi Mittermaier      | 1:39,32    |
| 7     | SUI  | Bernadette Zurbriggen | 1:39,49    |
| 8     | FRA  | Annie Famose          | 1:39,70    |
| 9     | AUT  | Bernadette Rauter     | 1:39,84    |
| 10    | LIE  | Martha Bühler         | 1:40,06    |
|       |      |                       |            |
| 12    | SUI  | Marianne Hefti        | 1:40,38    |
| 13    | FRG  | Traudl Treichl        | 1:40,62    |
| 15    | AUT  | Brigitte Totschnig    | 1:40,73    |
| 18    | SUI  | Silvia Stump          | 1:40,92    |
| 30    | AUT  | Monika Kaserer        | 1:42,59    |
| 36    | FRG  | Pamela Behr           | 1:44,22    |

Datum: 5. Februar, 13:30 Uhr

Ort: Eniwa

Start: 870 m, Ziel: 336 m

Höhendifferenz: 534 m, Streckenlänge: 2110 m
41 Teilnehmerinnen, alle in der Wertung.

### Riesenslalom
| Platz | Land | Sportlerin            | Zeit (min) |
| ----- | ---- | --------------------- | ---------- |
| 1     | SUI  | Marie-Theres Nadig    | 1:29,90    |
| 2     | AUT  | Annemarie Moser-Pröll | 1:30,75    |
| 3     | AUT  | Wiltrud Drexel        | 1:32,35    |
| 4     | CAN  | Laurie Kreiner        | 1:32,48    |
| 5     | FRG  | Rosi Speiser          | 1:32,56    |
| 6     | FRA  | Florence Steurer      | 1:32,59    |
| 7     | GBR  | Divina Galica         | 1:32,72    |
| 8     | FRA  | Britt Lafforgue       | 1:32,80    |
| 9     | FRG  | Traudl Treichl        | 1:33,08    |
| 10    | LIE  | Martha Bühler         | 1:33,15    |
|       |      |                       |            |
| 12    | FRG  | Rosi Mittermaier      | 1:33,39    |
| 13    | AUT  | Monika Kaserer        | 1:33,42    |
| 18    | SUI  | Bernadette Zurbriggen | 1:34,17    |
| 25    | FRG  | Pamela Behr           | 1:35,87    |

Datum: 8. Februar, 13:30 Uhr

Ort: Teine

Start: 982 m, Ziel: 625 m

Höhendifferenz: 357 m, Streckenlänge: 1240 m

Tore: 51
42 Teilnehmerinnen, davon 35 in der Wertung. Ausgeschieden u. a.: Gertrud Gabl (AUT), Rita Good (SUI), Silvia Stump (SUI).

### Slalom
| Platz | Land | Sportlerin            | Zeit (min) |
| ----- | ---- | --------------------- | ---------- |
| 1     | USA  | Barbara Ann Cochran   | 1:31,24    |
| 2     | FRA  | Danièle Debernard     | 1:31,26    |
| 3     | FRA  | Florence Steurer      | 1:32,69    |
| 4     | USA  | Judy Crawford         | 1:33,95    |
| 5     | AUT  | Annemarie Moser-Pröll | 1:34,03    |
| 6     | FRG  | Pamela Behr           | 1:34,27    |
| 7     | AUT  | Monika Kaserer        | 1:34,36    |
| 8     | USA  | Patty Boydstun        | 1:35,59    |
| 9     | USA  | Susan Corrock         | 1:35,76    |
| 9     | NOR  | Toril Førland         | 1:35,76    |
|       |      |                       |            |
| 17    | FRG  | Rosi Mittermaier      | 1:41,69    |
| 18    | LIE  | Martha Bühler         | 1:41,69    |

Datum: 11. Februar, 12:45 Uhr

Ort: Teine

Start: 751 m, Ziel: 567 m

Höhendifferenz: 184 m, Streckenlänge: 450 m

Tore: 56 (1. Lauf), 52 (2. Lauf)
42 Teilnehmerinnen, davon 19 in der Wertung. Ausgeschieden u. a.: Marilyn Cochran (USA), Wiltrud Drexel (AUT), Gertrud Gabl (AUT), Rita Good (SUI), Michèle Jacot (FRA), Britt Lafforgue (FRA), Marie-Theres Nadig (SUI), Rosi Speiser (FRG), Silvia Stump (SUI), Traudl Treichl (FRG), Bernadette Zurbriggen (SUI).

## Weltmeisterschaften

### Kombination (Männer)
| Platz | Land | Sportler        | Punkte |
| ----- | ---- | --------------- | ------ |
| 1     | ITA  | Gustav Thöni    | 021,12 |
| 2     | SUI  | Walter Tresch   | 046,98 |
| 3     | CAN  | Jim Hunter      | 086,41 |
| 4     | CAN  | Reto Barrington | 122,66 |
| 5     | AUS  | Malcolm Milne   | 134,70 |
| 6     | ROM  | Virgil Brenci   | 177,58 |

Für den Kombinationsbewerb wurden keine Olympiamedaillen vergeben, sondern nur WM-Medaillen. Die Positionen wurden nach einem Punktesystem aus den Ergebnissen der Abfahrt, des Riesenslaloms und des Slaloms ermittelt.

### Kombination (Frauen)
| Platz | Land | Sportlerin            | Punkte |
| ----- | ---- | --------------------- | ------ |
| 1     | AUT  | Annemarie Moser-Pröll | 25,64  |
| 2     | FRA  | Florence Steurer      | 59,51  |
| 3     | NOR  | Toril Førland         | 80,95  |
| 4     | AUT  | Monika Kaserer        | 82,71  |
| 5     | CAN  | Laurie Kreiner        | 83,10  |
| 6     | GBR  | Gina Hathorn          | 86,39  |

Für den Kombinationsbewerb wurden keine Olympiamedaillen vergeben, sondern nur WM-Medaillen. Die Positionen wurden nach einem Punktesystem aus den Ergebnissen der Abfahrt, des Riesenslaloms und des Slaloms ermittelt.